# Sawitinsk
Sawitinsk (russisch Завитинск) ist eine Stadt mit 9615 Einwohnern (Stand 1. Oktober 2021) in der Oblast Amur in Russland. Sie ist das Verwaltungszentrum des gleichnamigen Rajons Sawitinsk.

## Geographie
Die Stadt liegt östlich des Flusses Sawitaja, eines Nebenflusses des Amur, 169 km von der Gebietshauptstadt Blagoweschtschensk und 35 km von der nächstgelegenen Stadt Raitschichinsk entfernt.
Die Landschaft um die Stadt ist offen und flach mit leicht gewellter Oberfläche. Die Flüsse und Bäche sind klein; der größte von ihnen ist der Fluss Merkuschewka. Das Klima ist ausgeprägt hochkontinental.

## Geschichte
Die Ortschaft wurde 1906 gegründet und nach dem gleichnamigen Bach Sawitaja (zu deutsch die Gewundene, Etymologie vergleichbar mit der Windau) benannt, der von den Entdeckern als überaus geschlängelt empfunden wurde. Ein wichtiges Ereignis war der Bau des Amurabschnittes der Transsibirischen Eisenbahn ab 1912, an welcher hier 1914 die Station Sawitaja errichtet wurde. Hier zweigt eine 1941 eröffnete Nebenstrecke nach Pojarkowo am Amur ab.
1936 erhielt die Ortschaft die Rechte einer Siedlung städtischen Typs und 1954 schließlich die Stadtrechte.

### Bevölkerungsentwicklung
Die folgende Übersicht zeigt die Entwicklung der Einwohnerzahlen von Sawitinsk.
| Jahr | Einwohner |
| ---- | --------- |
| 1939 | 11.738    |
| 1959 | 16.025    |
| 1970 | 19.009    |
| 1979 | 17.475    |
| 1989 | 21.838    |
| 2002 | 14.248    |
| 2010 | 11.481    |
| 2021 | 9.615     |

Anmerkung: Volkszählungsdaten

## Wirtschaft und Infrastruktur
In Sawitinsk gibt es unter anderem Betriebe der Lebensmittelindustrie und des Eisenbahnverkehrs. Die Stadt verfügt neben dem Bahnhof über einen kleinen regionalen Flughafen. 2007 wurde anlässlich der Durchführung der Landsportspiele der Oblast (der sogenannten Spartakiade) ein neues Stadion errichtet.